# Список компаній, названих на честь людей
Це список компаній, названих на честь людей. Він також включає в себе торгові марки, які були раніше зареєстровані як компанії та організації. Всі ці компанії були названі на честь засновників, співзасновників та партнерів компанії, якщо інше не вказано.

## А
- Adidas — Аді Дасслер
- Державне підприємство «Антонов» — Антонов Олег Костянтинович
- MV Agusta — Доменіко Агуста

## В
- Walmart — Сем Волтон

## Г
- Gresini Racing — Фаусто Грезіні
- Group DF — Дмитро Фірташ

## Д
- Dell — Майкл Делл
- Johnson & Johnson — брати Robert Wood Johnson I, James Wood Johnson і Edward Mead Johnson

## І
- IKEA — Інгвар Кампрад, сімейна ферма якого звалась Елстарид, розташована поблизу села Агуннарид.

## К
- Casio — Касіо Тадао

## Н
- Nestle — Анрі Нестле

## П
- Прост — Ален Прост
- Procter & Gamble — Вільям Проктер та Джеймс Гембл

## Р
- Рейтер — Пол Рейтер

## С
- Siemens AG — Вернер фон Сіменс
- Suzuki — Мітіо Судзукі

## Т
- Team LCR — Лючіо Чекінелло
- КБ Туполєва — Туполєв Андрій Миколайович

## Х
- Honda — Сойтіро Хонда

## Ш
- Chanel — Коко Шанель